# انتقال كوستر- كرونيغ

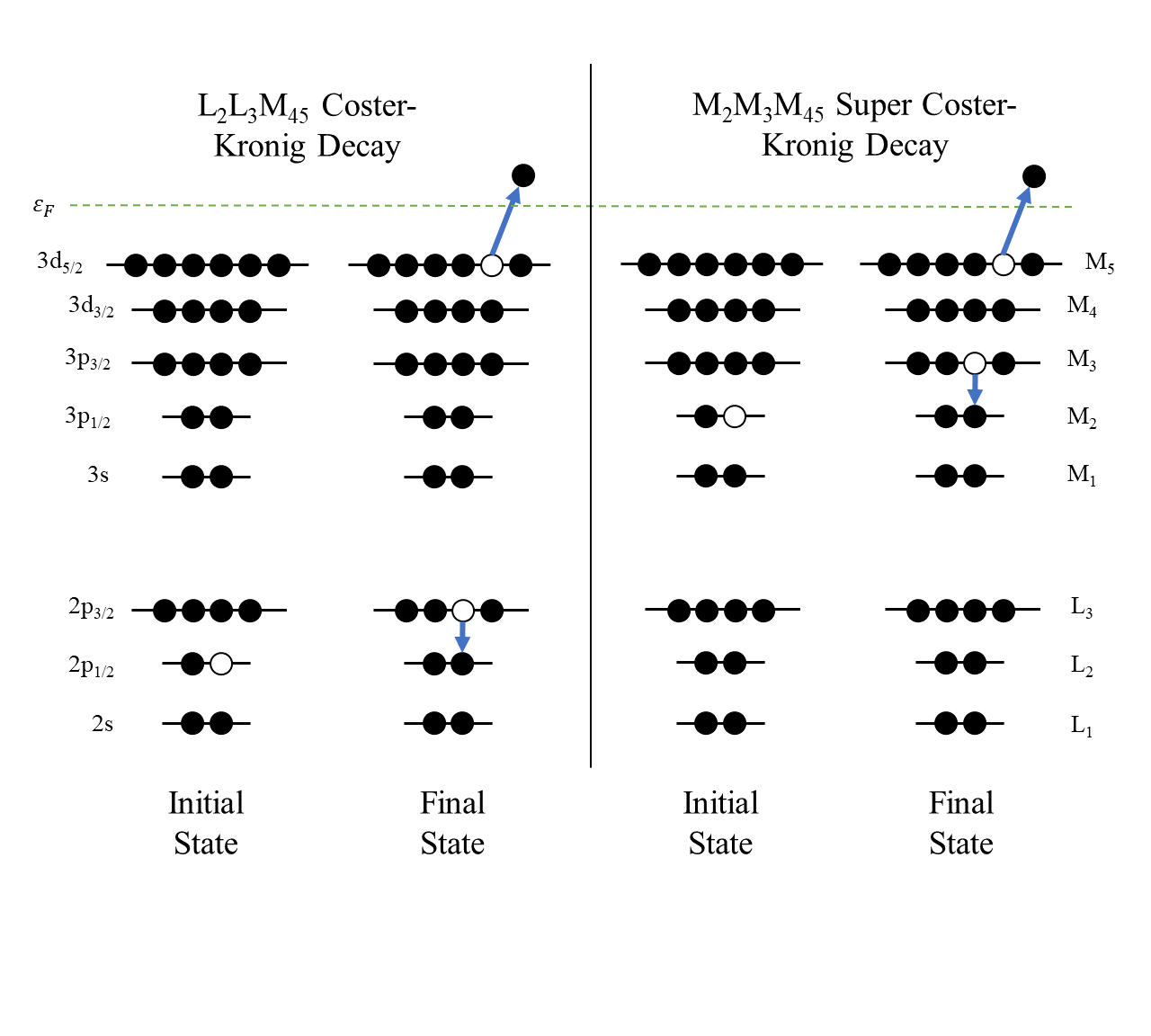
رسم توضيحي لعملية ملء الفراغ بواسطة إلكترون أوجيه بطريقة انتقال سوبر كوستر - كرونيغ

يعتبرانتقال كوستر- كرونيغ حالة خاصة لعملية أوجيه حيث يتم ملء الفراغ بواسطة إلكترون من قشرة فرعية أعلى من نفس الغلاف. بالإضافة إلى ذلك، إذا كان الإلكترون المنبعث ("إلكترون أوجيه") ينتمي أيضًا إلى نفس الغلاف، فإن هذا يسمي الانتقال سوبر كوستر- كرونيغ.
سميت عملية كوستر كرونيغ نسبة إلى الفيزيائيين ديرك كوستر ورالف كرونيغ.